# Complex subteran pentru păstrarea vinului (Mileștii Mici)
Complex subteran pentru păstrarea vinului este un complex de clădiri amplasat în Mileștii Mici, raionul Ialoveni, Republica Moldova. Este un monument istoric și arhitectural de importanță națională inclus în Registrul monumentelor Republicii Moldova ocrotite de stat cu nr. 738 (raionul Ialoveni).